# Bò rừng bizon núi
Bò rừng bizon núi (Bison bison athabascae) hay đơn giản là bò rừng núi (thường được gọi là trâu nâu hoặc trâu núi), là một phân loài sống hoặc kiểu sinh thái của bò rừng bizon Bắc Mỹ. Phạm vi sinh sống ban đầu của bò này bao gồm phần lớn các khu rừng phương bắc vùng Alaska, Yukon, phía tây các lãnh thổ Tây Bắc, đông bắc British Columbia, phía bắc Alberta, và tây bắc Saskatchewan. Hiện nay, bò rừng núi thuộc danh mục các loài động vật hoang dã bị đe dọa theo Luật đe dọa loài (SARA).

## Hình thái
So với bò rừng bizon đồng bằng (một loài/kiểu sinh thái khác tồn tại ở Bắc Mỹ) thì bò rừng bizon núi nặng hơn, với con đực nặng khoảng 900 kg (2.000 lb), khiến nó trở thành loài động vật trên cạn lớn nhất Bắc Mỹ. Điểm cao nhất của bò rừng bizon núi là ở phía trên chi trước, trong khi điểm cao nhất của bò rừng bizon đồng bằng là trực tiếp trên chi trước. Bò rừng bizon núi còn có lõi sừng lớn, đen hơn và lông xoăn hơn, ít lông mọc trên chi trước và râu.

## Bảo tồn

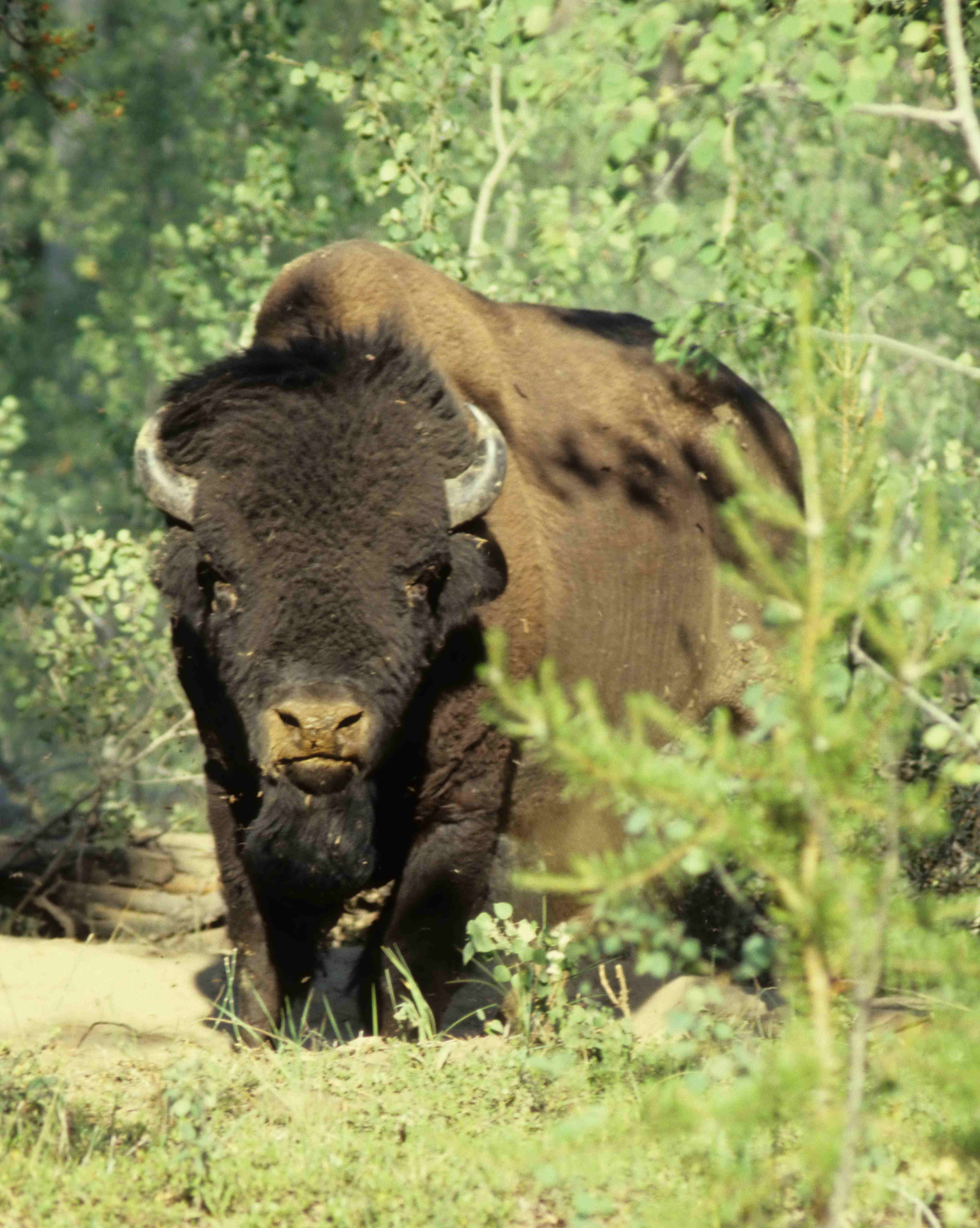
Bò rừng bizon núi ở Vườn quốc gia Wood Buffalo.

Ngoài việc mất môi trường sống và bị săn bắn, quần thể bò rừng bizon núi còn có nguy cơ bị lai giống với bò rừng bizon đồng bằng, qua đó làm ô nhiễm tính thuần chủng di truyền.
Cũng như những loài bò bison khác, quần thể bò rừng bizon núi đã bị tàn phá bởi nạn săn bắn và nhiều nhân tố khác. Vào đầu thập niên 1990, chúng được xem là cực kỳ quý hiếm hoặc gần như có nguy cơ tuyệt chủng. Tuy nhiên một đàn khoảng 200 con đã được phát hiện ở Alberta, Canada năm 1957. Kể từ đó đàn này được phục hồi với tổng số lượng khoảng 2500 con, phần lớn là kết quả thành quả bởi những nỗ lực bảo tồn của cơ quan chính phủ Canada. Năm 1988, Ủy ban về Tình trạng Bảo tồn động vật hoang dã có nguy cơ tuyệt chủng ở Canada thay đổi tình trạng bào tồn từ "nguy cơ tuyệt chủng" thành "bị đe dọa".
Ngày 17 tháng 6 năm 2008, 53 con bò rừng bizon núi Canada được chuyển từ Vườn quốc gia Đảo Elk ở Alberta, Canada đến Trung tâm bảo tồn động vật hoang dã Alaska gần Anchorage, Alaska. Tại đó chúng được tổ chức đợt kiểm dịch trong hai năm, sau đó đưa vào môi trường sống tự nhiên của chúng ở khu vực Minto Flats gần Fairbanks nhưng kế hoạch này vẫn bỏ ngỏ đến ngày 7 tháng 4 năm 2015. Vào tháng 5 năm 2014, Dịch vụ Hoang dã và Cá Hoa Kỳ đã công bố một quy định chính thức cho phép việc đưa trở lại một quần thể "thử nghiệm không cần thiết" bò rừng bizon núi vào ba khu vực tại Alaska.
Hiện nay, khoảng 700 con bò rừng bizon núi vẫn còn trong tự nhiên, nằm trong các lãnh thổ Tây Bắc,Yukon, British Columbia, Alberta, và Manitoba. Năm 2006, là một phần của một dự án bảo tồn quốc tế, một tổ chức đã được thành lập ở Yakutia, Nga, nơi loài bò bison thảo nguyên họ hàng tuyệt chủng cách đây 600 năm. Một bầy bò biso bổ sung đã được gửi từ Alberta năm 2011 và 2013, nâng tổng số con ở Nga lên 120 con.

## Các loại bệnh

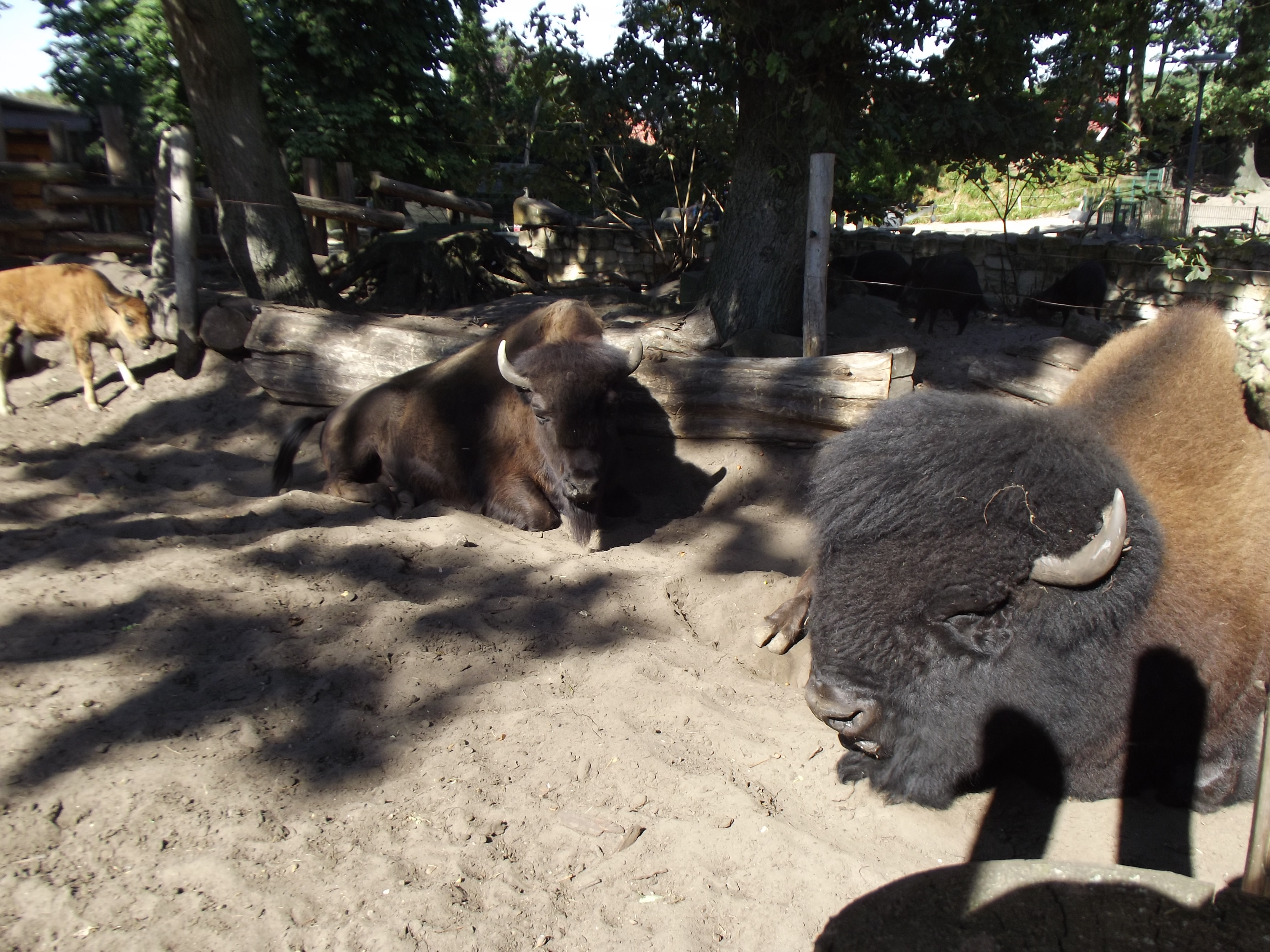
Bò rừng bizon núi trong đó có một con bê tại Nordhorn.

Các đàn thả rông được sở hữu công khai ở Alberta, British Columbia, Yukon và các lãnh thổ Tây Bắc chiếm 90% số bò rừng bizon núi hiện tại, mặc dù sáu đàn nhốt-chăn nuôi công cộng và cá nhân với những mục tiêu bảo tồn chiếm khoảng 10% trong tổng số (≈ 900 con). Những đàn bò nuôi nhốt này và hai đàn bò thả rông lớn bị cô lập ở Yukon và các lãnh thổ Tây Bắc đều xuất phát từ đàn vật nuôi khỏe mạnh và hình thái đại diện từ phía Bắc Vườn quốc gia Wood Buffalo, đông bắc Alberta và phía nam các lãnh thổ Tây Bắc.
Các loại bệnh bao gồm brucellosis và lao vẫn còn hiện hữu trong các đàn thả rông ở trong và xung quanh Vườn quốc gia Wood Buffalo. Những căn bệnh này được coi là một vấn đề quản lý nghiêm trọng đối với các chính phủ, nhóm Thổ dân địa phương và ngành công nghiệp gia súc khi chúng nhanh chóng xâm lấn vào ranh giới của vườn.

## Tên gọi
Thuật ngữ "buffalo" (trâu) đôi khi được coi là cách dùng sai tên cho loài động vật này, vì nó chỉ là họ hàng xa với hai con "trâu thực" khác là trâu nước châu Á và trâu rừng châu Phi. Tuy nhiên, "bison" là một từ Hy Lạp chỉ những con bò như vậy, trong khi thuật ngữ "trâu" bắt nguồn từ những người bẫy thú người Pháp. Họ gọi những con quái vật to lớn này là bœufs, nghĩa là bò hoặc bò đực - vì vậy cả hai tên "trâu" và "bison" đều đồng nghĩa nhau. Mặc dù "bison" có thể được coi là mang đúng tính khoa học hơn, thì kết quả của việc sử dụng tên chuẩn "trâu" cũng được xem là chính xác và được liệt kê trong nhiều cuốn từ điển làm một cái tên được chấp nhận cho loài trâu Mỹ hay bison. Để liên hệ đến loài động vật này, thuật ngữ "trâu" bắt đầu có từ năm 1635 trong cách sử dụng Bắc Mỹ khi thuật ngữ lần đầu tiên được ghi nhận cho loài động vật có vú ở Mỹ. Do đó nó có lịch sử lâu hơn nhiều so với "bison", thuật ngữ mới chỉ được ghi nhận năm 1774.